# Одаја Банулуј (Бузау)
Одаја Банулуј (рум. Odaia Banului) насеље је у Румунији у округу Бузау у општини Цинтешти. Oпштина се налази на надморској висини од 78 m.

## Становништво
Према подацима из 2002. године у насељу је живело 106 становника, од којих су сви румунске националности.